# مالك خوشابا
مالك خوشابا (بالسريانية: ܡܠܟ ܚܘܫܒܐ) (1877 – 1954) هو قائد آشوري وزعيم قبلي من قبيلة التياري السفلى. برز اسمه خلال الحرب العالمية الأولى لقيادته المقاتلين الآشوريين ضد الدولة العثمانية، ثم أصبح من أبرز قادة الليفي الآشوري في العراق خلال الانتداب البريطاني. عُرف بلقب "أسد التياري"، وتوفي في الموصل عام 1954.

## السنوات المبكرة
وُلد مالك خوشابا في قرية ليزان بمنطقة تياري السفلى، الواقعة في تركيا حاليًا . ينحدر خوشابا من عائلة "بيت بولوس" العريقة. أكمل خوشابا تعليمه الابتدائي لدى مبشر مشيخي في تياري، قبل أن يكمل دراسته الثانوية في الموصل، ثم أكمل دراساته العليا في الكلية الأمريكية بأرومية. كان خوشابا مُلِمًّا بعدة لغات، مثل الإنجليزية والعربية والكردية والروسية، مما جعله شخصية بارزة بين آشوري تياري الذين سكنوا منطقة هكاري في جنوب شرق الأناضول . أثناء وجوده في أرومية، انقطعت دراسته بسبب حدث مأساوي اختبر شجاعته كزعيم في تياري السفلى: أثناء وجوده في أرومية، قُتل والد مالك خوشابا، مالك يوسف، على يد الكردي رشيد بك، "مير" أو أمير منطقة برواري عام 1900. تطلبت هذه المأساة عودته إلى تياري السفلى حيث تعهد بالانتقام لمقتل والده. في عام 1908، جمع مالك خوشابا قوة هائلة من مقاتلي تياري السفلى من قرى ليزان وبني لاجيبا ومينيانيش وزويثا وزرني وهاجم الأكراد البرواري حيث نشبت معركة ضارية أسفرت عن مقتل مالك خوشابا لشقيق رشيد بك، سعيد بك، وبالتالي الانتقام لمقتل والده.
كان جد خوشابا، مالك باتو من تياري السفلى، يحارب ضد بدر خان بك من بوتان خلال مذابح عامي 1843 و1846 في هكاري عام 1843. حكمت عائلة باتو تياري لمدة 600 عام ونجحت في إعادة البطريرك مار إبراهيم شمعون إلى هكاري بعد هجمات بدرخان بك.

## الحرب العالمية الأولى
قاد خوشابا قواته في عمل هجمات مضادة ضد الجيش العثماني المتفوق عليه بكثير خلال الفترة المعروفة بالإبادة الجماعية الآشورية وبعدها ، محققًا بعض النجاح. عُرف خوشابا بشجاعته وقسوته وقدراته العسكرية خلال تلك الفترة.
في إحدى الاشتباكات، رأى مالك خوشابا قافلة كبيرة من الفتيات والشابات اللواتي كان الأتراك يختطفونهن، فقاد قوة صغيرة لمهاجمة القافلة. قسّم قوته إلى قسمين، وهاجم الأتراك من كلا الجانبين. في هذه المواجهة، هزم الأتراك تمامًا، وحرر من قبضتهم 2600 امرأة وفتاة، واقتادوهن إلى جوار بشكالة ودير ، حيث كان 47 ألف لاجئ يخيمون. خلال هذه المعركة، لم يفقد مالك خوشابا سوى ستة رجال.
استقر آشوريو تياري السفلى بقيادة مالك خوشابا حول جبال سراي حيث حاصرتهم القوات التركية والكردية بقيادة خليل باشا . وفي الليل، لاحظ مالك خيو من أشيتا (17 عامًا في ذلك الوقت) مجموعتين تعبران جبهته، وتمركز في موقع مراقبة للمدفعية ووجه ضربة في ضوء القمر لصد العدو. ونجحت اثنتان من دوريات خوشابا في أسر جنود أتراك وأكراد لجمع معلومات استخباراتية عن مواقعهم. كما نجح خوشابا أيضًا في منع مدافع العدو الميدانية من إتلاف موقعه عند الفجر، بينما جلب أيضًا أربعة وعشرين سجينًا تركيًا وقتل أربعة جنود أتراك شخصيًا. وبحلول الساعة 7:30 صباحًا، هزم رجال خوشابا وخيو من أشيتا العدو. في 13 أغسطس 1917، في سراي ومافانا ، حاصرت الفرقتان الخامسة والسادسة الآشوريين، بقيادة إسكندر باشا، الذي تعهد بإبادة العرق الآشوري مع حلفائه الفرس. قرر خوشابا سحب رجاله إلى دفاعاتهم ليلًا، وإرسال دوريات لوقف تقدم العدو نحو سراي. بحلول الساعة 10:30 مساءً، أسر الآشوريون ثمانية وثمانين أسيرًا وكمية كبيرة من الأسلحة. استجوب خوشابا، الذي كان يتحدث التركية بطلاقة، السجناء، الذين ادعى معظمهم أنه لن تصل أي تعزيزات. كما ترجم خوشابا أيضًا شفرة إشارات تم الاستيلاء عليها والتي ستدعو إلى قذائف الهاون. في وقت مبكر من صباح اليوم التالي، أسر خوشابا المزيد من السجناء الأتراك؛ وكان من بينهم عقيد في الجيش التركي، وهو الرجل الثاني في القيادة بعد إسكندر باشا.
لقد نجح هو ومقاتلوه في تهدئة أرومية من المسلمين المعادين الذين كانوا عازمين على ذبح المسيحيين.
بلغ عدد القوات الآشورية بقيادة مالك خوشابا والجنرال آغا بطرس نحو ستة آلاف رجل، محاطة بقوات الحلفاء (معظمها روسية ). كانت مهمتهم آنذاك الحفاظ على جبهة القتال ضد الأتراك الذين كانوا يحاولون التقدم نحو مدينة باكو، وقد نجحوا في ذلك لمدة سبعة أشهر (يناير - يوليو ١٩١٨) وهم محاصرون بقوات العدو.
هاجم الآشوريون حصن شاراه في 16 مارس 1918 بعد مقتل مار شمعون على يد الزعيم الكردي الإيراني سمكو ، انضم آغا بطرس إلى قوات مالك خوشابا وآخرين في طرد سمكو من معقله في كويناشهر. كان سمكو شكاك ، المسؤول عن مقتل البطريرك الآشوري مار شمعون، يقيم في الحصن. لم يتم فتح الحصن أبدًا على الرغم من المحاولات العديدة التي قامت بها الحكومة الإيرانية . أثناء المعركة، أصيب سمكو بالذعر بعد رؤية الآشوريين يمزقون قواته. وبينما كانت المعركة مستمرة، تمكن سمكو من الفرار، تاركًا رجاله. وبعد يوم واحد من القتال، هُزم الأكراد هزيمة ساحقة. ويقال إن النهر في شاراه كان أحمر بالكامل من جراء مقتل مقاتلي شكاك.

## السنوات اللاحقة
عُيّن مالك خوشابا رئيسًا للجنة الاستشارية الآشورية التي تألفت من عدد من زعماء القبائل الآشورية المؤثرين. أدى هذا إلى ظهور فصيلين داخل آشوريي العراق، فصيل أبوي بقيادة شمعون الحادي والعشرون إيشاي وفصيل غير أبوي بقيادة مالك خوشابا ومار زيا سركيس، أسقف جيلو. وصل التوتر بين الفصيلين إلى ذروته وفقًا لرسالة من المفتش الإداري للموصل إلى وزارة الداخلية، في 19 يونيو 1933، غادر خوشابا برفقة مالك خيو من أشيثا ومالك زيا شمس الدين من تياري السفلى من نوهدرا إلى العمادية ضد رغبات القائمقام الذي حذر خوشابا من أن مالك يعقوب كان ينتظره على الطريق مع ما لا يقل عن 80 رجلاً مسلحًا. وقد أدى هذا إلى قيام المستريف بإرسال الشرطة العراقية للتأكد من عدم تعرض خوشابا ورفاقه للأذى، مما أدى إلى مزيد من الانقسام بين الفصائل.

## خلاف
في وقت لاحق من حياته، أصبح خوشابا شخصية مثيرة للجدل بين الآشوريين . فقد اعتبره الكثيرون (وإن لم يكن جميعهم) شخصية مثيرة للانقسام، لا سيما فيما يتعلق بتقويض قضية الاستقلال الآشوري داخل دولة العراق حديثة النشأة والتي يهيمن عليها العرب عام ١٩٣٢.
وفقًا لضابط الجيش البريطاني رونالد سيمبيل ستافورد، قام خوشابا بقتل زوجته وابنته، معتقدًا أنها انخرطت في سلوك غير أخلاقي.

## أنظر أيضا
آغا بطرس
مار بنيامين شمعون